# Glycaspis campbelli
Glycaspis campbelli är en insektsart som beskrevs av Moore 1970. Glycaspis campbelli ingår i släktet Glycaspis och familjen rundbladloppor. Inga underarter finns listade i Catalogue of Life.